# 姜河那
姜河那（： kang ha-neul */?，1990年2月21日—），韓國男演員。以音樂劇出身，具備歌唱及演奏實力，在電視和電影中的角色形象多變，演技穩定、戲路廣，被視為多方發展的實力派演員。2020年，以KBS連續劇《山茶花開時》的黃勇識一角，贏得第56屆百想藝術大獎電視部門「男子最優秀演技獎」，是首位1990年後出生的百想視帝。
出道初期以本名「 kim ha-neul ?」（金河那、金天空）進行演藝活動，名字二字為韓文固有語，意為「天空」，並無相對應之漢字。後因本名諺文與前輩女演員金荷娜同音同字，因此採用藝名姜河那。

## 演藝經歷
2005年，在踏入演藝圈之前，曾與父親一同參加KBS綜藝節目《晨間庭院》歌唱比賽，打敗衛冕冠軍並連續三周優勝，並參加了王中王戰。
2006年，就讀首爾國樂藝術高中（現改制為國立傳統藝術高中），以音樂劇《天體鐘》開啟表演生涯。
2007年，從800比1的試鏡中脫穎而出，於KBS電視劇《最強我媽媽》出道。儘管電視劇出道，早期工作仍以舞台劇演出為主，當時收到許多大型經紀公司的邀約，但簽約條件是要放棄舞台演出，他便婉拒加盟，直到2010年才選擇加入黃晸玟設立的經紀公司SEM Company。
2011年，電影界處女作與《王的男人》大鐘獎最佳導演李濬益合作，參與演出古裝電影《亂世水唬傳》。
2013年，演出Mnet音樂電視劇《Monstar》，不僅展現吉他自彈自唱的功力，為了更貼近角色，熬夜學習鋼琴與大提琴，在演出時親自上陣。同年演出SBS電視劇《繼承者們》溫暖優秀的孝信學長一角，知名度提升。
2014年，在電視劇《天使之眼》飾演高中時期的男主角，之後參演以社會新鮮人視角切入的職場劇《未生》。《未生》結束後，在公司反對下接演舞台劇《Harold and Maude》，寫下觀眾人次最快破萬的紀錄。
2015年，電影作品密集上映，先在復古純愛電影《初戀三重奏》飾演民歌手，隨即又在《情慾王朝》中扮演駙馬爺。同年主演青春電影《二十行不行》，觀影人次突破300萬，他也憑此片入圍百想藝術大獎、大鐘獎及青龍電影獎「最佳新人男演員」，並斬獲多項新人獎。
2016年，與李濬益導演二度合作，零片酬接拍低預算電影《東柱：時代詩情》，飾演韓國獨立運動詩人尹東柱，該片入圍青龍獎最佳影片，並奪得最佳劇本獎。下半年回歸小螢幕，以SBS電視劇《月之戀人－步步驚心：麗》中八王子王旭一角，獲得SBS演技大賞幻想類電視劇部門男子優秀演技賞。
2017年，持續往大銀幕發展，三部主演電影陸續上映，包含觀影人次突破560萬、韓國年度票房TOP10的小成本電影《菜鳥警校生》，成為忠武路大勢演員之一。眼看事業一帆風順，他卻決定提早入伍，轉換環境自我沉澱。9月11日，進入位於忠南論山的陸軍訓練所，在基礎訓練結業式上被授予最佳訓練兵，之後分配至大田雞龍台的陸軍憲兵隊，做為MC乘務憲兵服役，服役期間通過試鏡，演出陸軍製作的音樂劇《新興武官學校》，於2019年5月23日退伍。 
2019年，退伍後以KBS電視劇《山茶花開時》正式回歸，出道多年首次擔綱電視劇男主角，該劇收視率最終達到23.8%，是韓國2019年收視率最高的迷你劇。他所飾演的巡警黃勇識在韓國蓋洛普年度調查中居「國民演員」第二名，並獲KBS演技大獎男子最優秀演技獎、最佳情侶獎及男子網民獎。11月，經紀合約期滿，加入共事多年的經紀人創立的新企劃社TH Company。
2020年，《山茶花開時》結束後投入話劇《幻想童話》為期兩個月80場演出，該劇以全席售罄的成績登上票務網站公演部門排名第一。韓國版《富比士》雜誌2020年「韓國富比士名人榜」，姜河那名列第23名。6月5日，他以《山茶花開時》贏得第56屆百想藝術大獎電視部門「男子最優秀演技獎」，成為首位1990年後出生的百想視帝，評審評價他「為劇本裡與衆不同的角色黃勇識披上演員姜河那的色彩，展現出不誇張也不遜色、恰到好處的演技，對30歲初期的男演員來說不容易表現的感情，平衡掌控的能力非常卓越」。他以該角色拿下許多獎項，包含韓國放送大獎「最佳演員獎」、首爾國際電視節「韓流連續劇最佳男演員」及APAN Star Awards「迷你電視劇最佳男主角」，並受到韓國文化體育觀光部肯定，獲頒韓國大眾文化藝術獎「國務總理表彰」。
2021年，韓國電影振興委員會（KOFIC）推動國際宣傳計畫「The Actor is Present－The Korean Actors 200 （页面存档备份，存于）」，根據過去10年韓國電影票房、國內外電影節獲獎情況、獨立電影貢獻度，以及國際項目參與度等因素，選出代表韓國電影界現在與未來的200名演員（男女演員各100名），姜河那名列其中，獲讚「他的聲音值得信賴，他的臉孔在大特寫鏡頭中能顯示出真正的價值。透過明確而真心的表演，姜河那的全盛時期才剛開始。」
2022年，多部主演作品陸續問世，包含電影《海賊：鬼怪的旗幟》、JTBC電視劇《Insider》及KBS電視劇《謝幕：樹立而死》，在韓國蓋洛普年度演員調查中位居第11名，並榮獲KBS演技大獎男子最優秀演技獎、最佳情侶獎及男子人氣獎。電影《30天》亦正式開拍，於2023年2月殺青。
2023年，KBS電視台為慶祝成立50週年，與民意研究機構Kantar Public合作，通過內部和外部專家提名審核，由10至60歲所有年齡層超過7萬名觀眾線上投票，選出「閃耀KBS的50人」得獎名單，姜河那以《山茶花開時》及《謝幕：樹立而死》兩部作品為代表，成為讓KBS發光的50人之一。6月，宣佈主演電影《野黨》，飾演向國家調查機關秘密提供毒品世界情報的臥底人士，同月在Netflix巴西聖保羅舉辦的全球粉絲活動Tudum上，公開加盟熱門韓劇《魷魚遊戲第2季》，於下半年開拍。10月，主演電影《30天》正式上映，連續三周蟬聯票房冠軍，成為2023年韓國本土電影年度票房第六名，並以該片贏得韓國電影製作人協會獎「最佳男主角獎」。
2024年，被韓國國稅廳選拔為模範納稅人，在第58屆納稅人日儀式上獲得「總統表彰」，同時被任命為國稅廳宣傳大使。12月26日，參演的Netflix熱門原創影集《魷魚遊戲第2季》正式上線。

## 影視作品

### 電視劇
| 年份 | 電視臺  | 劇名                         | 角色           | 備註     |
| 2007 | KBS     | 最強我媽媽                   | 崔勳           |          |
| 2007 | KBS     | 山後的南村                   | 金鐘熙         |          |
| 2011 | MBC     | 深夜醫院                     | 梁昌修         |          |
| 2012 | SBS     | 致美麗的你                   | 閔鉉才         |          |
| 2013 | Mnet    | Monstar                      | 鄭善宇         |          |
| 2013 | MBC     | Two Weeks                    | 金城俊         | 特別演出 |
| 2013 | MBC     | Drama Festival－不穩         | 李準慶         | 獨幕劇   |
| 2013 | SBS     | 欲戴王冠，必承其重－繼承者們 | 李孝信         |          |
| 2014 | SBS     | 天使之眼                     | 朴東柱         | 少年時期 |
| 2014 | tvN     | 未生                         | 張百基         |          |
| 2015 | SBS     | 逆轉人生180天                | 朴賢善相親對象 | 特別演出 |
| 2015 | OCN     | 失蹤的黑色M                  | 李政修         | 特別演出 |
| 2016 | SBS     | 月之戀人－步步驚心：麗       | 王旭           |          |
| 2016 | tvN     | Entourage                    | 姜河那         | 特別演出 |
| 2019 | KBS     | 山茶花開時                   | 黃勇識         |          |
| 2021 | KBS     | 月升之江                     | 溫陜           | 特別演出 |
| 2022 | JTBC    | Insider                      | 金耀漢         |          |
| 2022 | KBS     | 謝幕：樹立而死               | 劉在憲／李政文 |          |
| 2023 | ENA     | 綁架之日                     | 里查德·崔      | 特別演出 |
| 2024 | Netflix | 魷魚遊戲 第2季               | 姜大虎         |          |
| 2025 | ENA     | 你的味道                     | 韓範宇         |          |
| 2025 | Netflix | 魷魚遊戲 第3季               | 姜大虎 #388    |          |

### 電影
| 年份 | 片名                 | 角色     | 備註     |
| 2011 | 亂世水唬傳           | 男產     |          |
| 2011 | 寵物情人             | 梁永修   |          |
| 2014 | 怪談少女             | 姜仁秀   |          |
| 2015 | 初戀三重奏           | 尹亨柱   |          |
| 2015 | 情慾王朝             | 金鎮     |          |
| 2015 | 二十行不行           | 金京載   |          |
| 2016 | 東柱：時代詩情       | 尹東柱   |          |
| 2016 | 按讚情人             | 李洙浩   |          |
| 2017 | 再審                 | 曹賢宇   |          |
| 2017 | 菜鳥警校生           | 姜熙烈   |          |
| 2017 | 記憶之夜             | 宋振碩   |          |
| 2018 | 興夫                 | 朴道夫   | 特别演出 |
| 2018 | 他們在末日前一天爆炸 | 李桂東   | 特别演出 |
| 2021 | 如果雨之後           | 朴英浩   |          |
| 2021 | 緣來大飯店           | 姜載榮   |          |
| 2022 | 海賊：鬼怪的旗幟     | 禹武治   |          |
| 2023 | Dream：夢想代表隊    | 朴成贊   | 友情演出 |
| 2023 | 30天                 | 盧正烈   | [ 27 ]   |
| 2024 | 變身機長             | 臥底警察 | 友情演出 |
| 2025 | Streaming            | 偶像     | [ 28 ]   |
| 2025 | 黑白線人             | 李康洙   |          |
| 2025 | 牆外之音             | 盧宇聲   | [ 29 ]   |
|      | First Ride           | 泰正     |          |

### 音樂劇
| 年份       | 劇名               | 角色                 | 備註                         |
| 2006       | 天體鐘             | 蔣英實               |                              |
| 2007       | CARPE DIEM         | 李日                 |                              |
| 2008       | La Vida            | 哈姆雷特             | 中央大學戲劇系創立50周年作品 |
| 2009       | Thrill Me          | 他（理查）           |                              |
| 2009       | 春天的甦醒         | 恩斯特               |                              |
| 2010       | Thrill Me          | 我（奈森）           |                              |
| 2011       | 王世子失蹤事件     | 九童                 |                              |
| 2012       | Black Mary Poppins | 赫爾曼               |                              |
| 2012       | ASSASSINS          | 奧斯瓦爾德／巴拉尼爾 |                              |
| 2018－2019 | 新興武官學校       | 八道                 | 陸軍音樂劇                   |

### 話劇
| 年份 | 劇名             | 角色     | 備註   |
| 2015 | Harold and Maude | 哈洛     |        |
| 2020 | 幻想童話         | 愛情小丑 | [ 30 ] |

### MV
| 年份 | 曲名       | 歌手           | 備註     |
| 2007 | 今日也美麗 | Fly To The Sky | 與朴寶英 |

## 音樂作品
- 2013年：Mnet《Monstar》OST－《亞特蘭蒂斯少女》（아틀란티스 소녀）、《別讓我哭泣》（날 울리지마）、《那就是我的世界 / 行進》（그것만이 내 세상/행진）
- 2014年：SBS《天使之眼》OST－《留給我的三件事》（내게 남은 세가지）
- 2015年：電影《初戀三重奏》OST－《When The Saints Go Marching In》、《白手帕》（하얀 손수건）、《撿貝殼》（조개껍질 묶어）、《愛的心》（사랑하는 마음）、《白日夢》（백일몽）
- 2016年：電影《按讚情人》OST－《Like for Likes》（좋아해줘）（與李絮）
- 2016年：電影《東柱》OST－《自畫像》（자화상）

## 綜藝節目
* 僅列出固定出演的綜藝節目，不包含擔任嘉賓出演的節目。
| 年份 | 播出日期         | 電視臺 | 節目              | 備註 |
| ---- | ---------------- | ------ | ----------------- | ---- |
| 2016 | 1月1日－2月5日   | tvN    | 花樣青春 冰島篇   |      |
| 2020 | 2月15日－4月18日 | JTBC   | Traveler 阿根廷篇 |      |
| 2021 | 9月13日－9月27日 | tvN    | 借給你帶輪子的家  |      |

## 獎項
| 年份 | 頒獎典禮                                     | 獎項                           | 作品                      | 結果 |
| ---- | -------------------------------------------- | ------------------------------ | ------------------------- | ---- |
| 2014 | SBS 演技大獎                                 | New Star 獎                    | 天使之眼                  | 獲獎 |
| 2015 | 第9屆 Cable TV 放送大賞                      | 演技部門人氣獎                 | 未生                      | 獲獎 |
| 2015 | 第4屆 APAN Star Awards                       | 男子新人獎                     | 未生                      | 提名 |
| 2015 | 第51屆 百想藝術大獎                          | 電視部門 男子人氣獎            | 未生                      | 提名 |
| 2015 | 第51屆 百想藝術大獎                          | 電影部門 男子新人演技獎        | 二十行不行                | 提名 |
| 2015 | 閃耀韓國電影明星獎（韓國電影演員公會獎）     | 男子新人獎                     | 二十行不行                | 獲獎 |
| 2015 | 第35屆 黃金攝影獎                            | 最佳新人男演員                 | 二十行不行                | 獲獎 |
| 2015 | 第15屆 大韓民國青少年電影節                  | 人氣男子新人演員               | 二十行不行                | 獲獎 |
| 2015 | 第52屆 大鐘獎                                | 最佳新人男演員                 | 二十行不行                | 提名 |
| 2015 | 第36屆 青龍電影獎                            | 最佳新人男演員                 | 二十行不行                | 提名 |
| 2016 | 第21屆 春史電影獎                            | 最佳男子新人獎                 | 二十行不行                | 獲獎 |
| 2016 | 第52屆 百想藝術大獎                          | 電影部門 男子人氣獎            | 東柱：時代詩情            | 提名 |
| 2016 | 第8屆 MTN 放送廣告節                         | CF Star 獎                     | 不適用                    | 獲獎 |
| 2016 | 第25屆 釜日電影獎                            | 最佳男主角                     | 東柱：時代詩情            | 提名 |
| 2016 | tvN10 Awards                                 | Scene Stealer 搶鏡男演員賞     | 未生                      | 提名 |
| 2016 | 第1屆 亞洲明星盛典                           | AAA Best Star 獎（演員部門）   | 月之戀人－步步驚心：麗    | 提名 |
| 2016 | 第6屆 CINE ICON: KT&G 想像空間演員企劃展     | CINE ICON                      | 東柱：時代詩情            | 獲獎 |
| 2016 | SBS 演技大獎                                 | 幻想類電視劇 男子優秀演技獎    | 月之戀人－步步驚心：麗    | 獲獎 |
| 2017 | 第4屆 野花電影獎                             | 最佳男主角                     | 東柱：時代詩情            | 提名 |
| 2017 | 第53屆 百想藝術大獎                          | 電影部門 男子人氣獎            | 再審                      | 提名 |
| 2018 | 第7屆 Yegreen音樂劇大獎                      | 最佳男主角                     | 新興武官學校              | 提名 |
| 2019 | 第18屆 2020 韓國第一品牌大獎                 | 最佳男演員                     | 不適用                    | 獲獎 |
| 2019 | KBS 演技大獎                                 | 男子最優秀演技獎               | 山茶花開時                | 獲獎 |
| 2019 | KBS 演技大獎                                 | 中篇電視劇部門 男子優秀演技獎  | 山茶花開時                | 提名 |
| 2019 | KBS 演技大獎                                 | 最佳情侶獎 (with 孔曉振)       | 山茶花開時                | 獲獎 |
| 2019 | KBS 演技大獎                                 | 男子網民獎                     | 山茶花開時                | 獲獎 |
| 2020 | 第56屆 百想藝術大獎                          | 電視部門 男子最優秀演技獎      | 山茶花開時                | 獲獎 |
| 2020 | 第56屆 百想藝術大獎                          | 男子人氣獎                     | 山茶花開時                | 提名 |
| 2020 | 2020 品牌顧客忠誠度大獎                      | 電視部門 最佳男演員            | 不適用                    | 獲獎 |
| 2020 | 第47屆 韓國放送大獎                          | 最佳演員獎                     | 山茶花開時                | 獲獎 |
| 2020 | 第15屆 首爾國際電視節                        | 最佳男演員                     | 山茶花開時                | 提名 |
| 2020 | 第15屆 首爾國際電視節                        | 韓流電視劇男子演員獎           | 山茶花開時                | 獲獎 |
| 2020 | 釜山國際影展 亞洲電影市場展 第2屆 亞洲內容獎 | 最佳男演員                     | 山茶花開時                | 提名 |
| 2020 | 第11屆 韓國大眾文化藝術獎                    | 國務總理表彰                   | 不適用                    | 獲獎 |
| 2021 | 第7屆 APAN Star Awards                       | 迷你電視劇 男子最優秀演技獎    | 山茶花開時                | 獲獎 |
| 2021 | 第7屆 APAN Star Awards                       | KT Seezn Star獎                | 山茶花開時                | 提名 |
| 2021 | 第7屆 APAN Star Awards                       | IDOL CHAMP 人氣男演員獎        | 山茶花開時                | 提名 |
| 2021 | 2021 年度品牌大獎                            | 年度最佳男演員                 | 不適用                    | 提名 |
| 2022 | 2022 年度品牌大獎                            | 年度最佳男演員                 | 不適用                    | 提名 |
| 2022 | KBS 演技大獎                                 | 男子最優秀演技獎               | 謝幕：樹立而死            | 獲獎 |
| 2022 | KBS 演技大獎                                 | 迷你電視劇 男子優秀演技獎      | 謝幕：樹立而死            | 提名 |
| 2022 | KBS 演技大獎                                 | 最佳情侶獎 (with 河智苑)       | 謝幕：樹立而死            | 獲獎 |
| 2022 | KBS 演技大獎                                 | 男子人氣獎                     | 謝幕：樹立而死            | 獲獎 |
| 2023 | 2023 消費者評選最佳品牌獎                    | 電視劇演員部門                 | Insider                   | 提名 |
| 2023 | KBS                                          | KBS成立50週年「閃耀KBS的50人」 | 山茶花開時 謝幕：樹立而死 | 獲獎 |
| 2023 | 第10屆 韓國電影製作人協會獎                  | 最佳男主角                     | 30天                      | 獲獎 |
| 2024 | 第22屆 2024 韓國第一品牌大獎                 | 電影部門 最佳男演員            | 不適用                    | 提名 |
| 2024 | 第58屆「納稅人日」模範納稅人獎               | 總統表彰                       | 不適用                    | 獲獎 |
| 2024 | 2024 品牌顧客忠誠度大獎                      | 電影部門 最佳男演員            | 不適用                    | 提名 |

## 粉絲見面會
| 日期              | 活動名稱                                              | 舉辦地點 | 場地               |
| ----------------- | ----------------------------------------------------- | -------- | ------------------ |
| 2017年5月13－14日 | 姜河那 FIRST LOVE in Taipei                           | 臺北     | ATT SHOW BOX       |
| 2022年11月9日     | 姜河那 JAPAN 1st Fanmeeting（共2場次）                | 東京     | 山野HALL           |
| 2023年4月7日      | 姜河那 Fan Meeting in Japan 2023（共3場次）           | 大阪     | Zepp Osaka Bayside |
| 2023年4月9日      | 姜河那 Fan Meeting in Japan 2023（共3場次）           | 東京     | Zepp Haneda        |
| 2024年5月18日     | 姜河那 Fan Meeting in Tokyo 2024「ALWAYS」（共2場次） | 東京     | Nissho Hall        |

## 外部連結
- TH Company 經紀公司官方網站 （页面存档备份，存于）
- 姜河那的Instagram帳戶
- 姜河那在韩国电影数据库（KMDb）上的資料（韓語）
- 姜河那 JAPAN OFFICIAL FANCLUB （页面存档备份，存于）（日語）